# Forest-en-Cambrésis
Forest-en-Cambrésis è un comune francese di 557 abitanti situato nel dipartimento del Nord nella regione dell'Alta Francia.
I suoi abitanti sono i Forésiens. Il nome dato ai suoi abitanti è i Mal Faire.

## Geografia
Porta dell'Avesnois, terra di transizione tra la pianura di Cambrésis e il bocage, "villaggio di frontiera dell'Hainaut", Forest-en-Cambrésis si trova a circa 27,5 km da Cambrai, 30,4 km da Valenciennes e 6,5 km da Cateau-Cambrésis.

## Urbanistica

### Tipologia
Forest-en-Cambrésis è un comune rurale, essendo uno dei comuni a bassa o molto bassa densità, secondo la griglia di densità comunale dell'Insee. Il comune è anche al di fuori dell'area urbana.

### Uso del suolo
L'uso del suolo del comune, come mostrato dalla banca dati di biofisica europea Corine Land Cover (CLC), è caratterizzato dall'importanza dei terreni agricoli (92,7% nel 2018), una proporzione identica a quella del 1990 (93,3%). La ripartizione dettagliata nel 2018 è la seguente: terreni arabili (63,2%), prati (29,5%), aree urbanizzate (7,4%).
L'IGN fornisce anche uno strumento online per confrontare i cambiamenti nell'uso del suolo nel tempo per il comune (o per i territori a scale diverse). Diversi periodi sono accessibili sotto forma di mappe o foto aeree: la mappa di Cassini (XVIII secolo), la mappa del personale (1820-1866) e il periodo attuale (1950 a oggi).

## Toponimo
Attestato nelle forme Forest nel 1119, Foresta nel 1222, "un'area di terreno boscoso il cui uso è riservato al re, a un signore".
Il latino foresta, derivato da fors, "fuori", la foresta designava per la prima volta, nel Medioevo, la parte del dominio che si trovava al di fuori della zona coltivata. Più tardi, ha designato una vasta distesa coperta di alberi.

## Storia

### Le origini
Nel 1180, un accordo fu firmato tra Guillaume de Gap, abate di Saint-Denis, responsabile dell'abbazia di Saint-Denis (vicino a Parigi), e Baldovino V e sua moglie Margherita, conti di Hainaut, per la fondazione del villaggio di Forest.
Guglielmo concede tutti i boschi che gli appartengono a Solesmes, in cambio di un affitto annuale di 3 "bezants", pagabili alla festa di Saint-Denis, nella corte di Solesmes, nelle mani del prevosto, per costruire una città libera chiamata FOREST, la cui legge sarà la stessa di quella di Quesnoy in Hainaut.
In questa nuova città, il conte avrà la "dozzina e la giustizia"; nell'affitto dei capponi, la prima metà sarà per Saint-Denis e l'altra per il conte. Allo stesso modo, Saint-Denis pagherà la metà delle spese di manutenzione dei mulini, forni e birrerie e il conte l'altra metà.
La chiesa della suddetta città, con tutto ciò che le appartiene e la "menue dîme", sarà a Saint-Denis. In questa città, Saint-Denis avrà la sua "corte libera" (esente da ogni tassa), così come quelli che la abitano, e il conte avrà il suo simile libero. Su tutte le terre oggetto della donazione, Saint-Denis avrà tutte le decime e il conte tutte le altre entrate. Questa convenzione stipula che il conte o la contessa o chiunque gli succeda nella contea di Hainaut, non può vendere o cedere questa città, né spogliarsene, se non a favore dell'abbazia di Saint-Denis.
L'anno seguente, nel 1181, vengono costruite le prime case e inizia la costruzione della prima chiesa di Forest. Il santo patrono della chiesa e del villaggio è naturalmente Saint Denis, il primo vescovo di Parigi vissuto nel II secolo.
L'edificio ha una sola navata, che forma una croce latina con il transetto, e una massiccia torre larga 10 metri si trova all'ingresso dell'edificio. Questa torre era usata come vedetta in tempo di guerra.
La chiesa fu distrutta e bruciata diverse volte, ma le sue spesse mura resistettero alle devastazioni del fuoco. Con gli aggressori andati via, è stato riparato o ricostruito ogni volta. Gli abitanti di Forest, profondamente cristiani, sono ansiosi di trovare il loro luogo di preghiera ma anche il luogo dove proteggersi.
Fonti: sito web del comune di Forest-en-Cambrésis, Maurice Saniez.

### Chiesa di Saint-Denis
La sua costruzione iniziò nel 1929. La vecchia chiesa era stata demolita nel 1918 perché i tedeschi l'avevano fatta saltare in aria a causa del suo campanile dal quale si aveva una meravigliosa vista dei dintorni.

### Il forte
Simbolo di un passato di lotta continua, Forest ha i resti di antiche fortificazioni. Villaggio di frontiera della contea di Hainaut per il quale i francesi sono stati il "nemico" per cinque secoli, Forest, in posizione dominante nella valle della Selle ai margini di una strada strategica, ha dovuto organizzarsi molto presto per garantire la protezione dei suoi abitanti.
La prima chiesa fu costruita nel 1181. La chiesa era dotata di una massiccia torre merlata, alta circa 35 m e larga 10 m. Da un lato, difendeva l'ingresso dell'edificio, i cui sotterranei erano utilizzati come rifugio per la popolazione e il bestiame in tempo di guerra. La sua "torre di guardia" permetteva anche di sorvegliare a distanza gli andirivieni del nemico, cioè la guarnigione francese nella città di Le Cateau.
Rifugio considerato troppo precario dopo le devastazioni perpetrate dal duca di Normandia nel 1340, si decise lo stesso anno di rafforzare il sistema di protezione costruendo un bastione quadrilatero fiancheggiato da quattro torri d'angolo e trafitto da feritoie, senza contare i fossati e i ponti levatoi per l'accesso.
Questo recinto murato la cui altezza non superava i 3 metri abbracciava la chiesa e la sua torre di guardia così come il vecchio cimitero che si può onorare di aver ricevuto le sepolture degli abitanti di Forest dal 1181 al 1882 (7 secoli); (il cimitero attuale si trova presso rue du Moulin route du Pommereuil).
Questo dispositivo difensivo poteva essere considerato all'epoca come un rifugio sicuro che permetteva alla popolazione di sostenere dei veri e propri posti a sedere. Una cronaca di J. Molinet del febbraio 1491 ci evoca questa epopea: « ... E in quel tempo la chiesa e la villa di FOREST fu violata... dagli uomini d'arme del Chasteau (Cateau) non potevano andare oltre durante il giorno per fare delle commissioni, senza essere a conoscenza della detta guardia, e ordinarono al detto de Forest che se non tenevano bassa la guardia, sarebbe stata violata... »
Vale la pena citare anche una richiesta del 1599 indirizzata a Filippo II di Spagna:
"...dopo, vennero i detti nemici di Franche con petraz, così che ruppero le tinte del forte e presero il resto del detto bestiaulx, e fecero bollire i fuochi con cui furono bruciati i mobili dei detti poveri cencceurs; avendo convenuto di ritornare al forte, per farli partire con sovvenzioni colps di harquebuze... »
e oltre:
« ...avendo abbandonato le loro case per andare al Forte a dormire come poveri animali, le terre vocate in rielz, e per sostenere altre grandi spese e perdite indiscutibili e veementi, tutte manifeste e volgari a ciascuno, occasione che questi remonstranti chiedono molto umilmente in considerazione di quanto sopra, di ritenerli quictes e dimessi, e di dare loro le dette tailles, vingtiémes, contributi per gli anni suddetti... Di cui fare opere meritorie...".
L'esame del catasto policromo del 1605 (presentato da E.S.V.H. alla mostra BOUSIES/FOREST del 28/01/78) lascia effettivamente apparire lo smantellamento parziale del forte, rovinato al 70 %.
Ricostruita e rinforzata nel 1610, presentava ancora un aspetto difensivo ben curato nel 1865, il suo parziale smantellamento essendo stato limitato a un accesso pratico al luogo di culto. A quel tempo, il vasto tratto di muro che si estendeva dall'ex presbiterio al cimitero rimaneva ancora, mascherando la facciata della chiesa. Era attraversata da due porte, una vicino al presbiterio, l'altra più grande di fronte alla porta della chiesa.
Del recinto feudale è rimasto, prima della seconda guerra mondiale, quello che collegava le due torri distanti 37 m, delimitato in tutta la sua lunghezza dalla strada del Brunehaut e dal più grande stagno del villaggio.
La torre sud, punto di congiunzione di questa fortificazione "dimenticata", è stata rasa al suolo arbitrariamente e senza consultazione, circa 30 anni fa (le fondamenta sono ancora visibili intorno all'abete, a sud della piazza).

### Ortografia del nome del villaggio nel corso dei secoli
La sua ortografia, che seguiva l'interpretazione dei copisti, fu successivamente modificata:
- Forez (1180)

- Forest (1186)

- Forrest (1304)

- Foriest (1379)

- Forest-la-Cauchie (Le Carpentier)

- Forrest (1595)

- Foret (1605)

### Dal 1900
- 1907: il 28 ottobre 1907, la linea ferroviaria Avesnes-sur-Helpe - Solesmes fu aperta via Landrecies (47 km). La linea ha una stazione nella città. Un servizio passeggeri regolare è stato fornito. Nell'agosto 1914, il traffico passeggeri venne interrotto. Nel 1916, durante l'occupazione tedesca, le rotaie furono smantellate. La linea ferroviaria non è in grado di funzionare.
- 1914-1918: occupazione tedesca
- 1940-1944: occupazione tedesca

## Araldica
Le armi di Forest-en-Cambrésis sono blasonate come segue: "D'argento con tre mezzelune di sabbia".

## Società

### Evoluzione demografica
Abitanti censiti